# Грачёвка (Владимирская область)
Грачёвка — деревня в Вязниковском районе Владимирской области России, входит в состав Стёпанцевского сельского поселения.

## География
Деревня расположена в 5 км на северо-запад от центра поселения посёлка Стёпанцево и в 37 км на юго-запад от города Вязники.

## История
В конце XIX — начале XX века деревня называлась Злыднево и входила в состав Воскресенской волости Судогодского уезда, с 1926 года — в составе Вязниковского уезда. В 1859 году в деревне числилось 17 дворов, в 1905 году — 19 дворов, в 1926 году — 26 дворов.
С 1929 года деревня входила в состав Кочневского сельсовета Вязниковского района, с 1935 года — в составе Степанцевского сельсовета Никологорского района, с 1963 года — в составе Вязниковского района, с 2005 года входит в состав Стёпанцевского сельского поселения.
В 1966 года деревня Злыднево была переименована в деревню Грачёвка.

## Население
| 1859 | 1905 | 1926 | 2002 | 2010 | 2021 |
| ---- | ---- | ---- | ---- | ---- | ---- |
| 141  | ↘129 | ↗139 | ↘0   | →0   | →0   |